# NGC 3313
NGC 3313 (również PGC 31551 lub UGCA 213) – galaktyka spiralna z poprzeczką (SBab), znajdująca się w gwiazdozbiorze Hydry. Odkrył ją Ormond Stone w 1886 roku.
W galaktyce tej zaobserwowano supernową SN 2002jp.